# Bestreichen
Das Bestreichen eines Geländes ist die geeignete Aufstellung und Verwendung von Feuerwaffen, um einen größtmöglichen Bereich unter wirksames Feuer nehmen zu können.
In der Befestigungskunst betrifft dies einzelne Walllinien und die vorliegenden Gräben, indem die zur Flankierung bestimmte Linie unter einem rechten Winkel liegen soll. Getrennte Werke sind gegenseitig in diesem Sinn angeordnet.
Der bestrichene Raum ist die am ebenen Boden gemessene Strecke, innerhalb derer sich die Geschossbahn nicht über die Zielhöhe erhebt. Das kann die Reiterhöhe sein oder eine ganze, halbe oder viertel Mannshöhe. Die Länge des bestrichenen Raums hängt ab von der Konstruktion der Waffen, der Munition, der Schussweite, der zunehmenden Bahnkrümmung, der Zielhöhe, der Anschlagshöhe des Schützen, dem Vorhaltepunkt und der Neigung des Geländes am Ziel.